# Barbus peloponnesius
Il barbo del Peloponneso (Barbus peloponnesius) è un pesce d'acqua dolce appartenente alla famiglia Cyprinidae.

## Distribuzione e habitat
Si trova esclusivamente nella Grecia occidentale (compresa la parte ovest del Peloponneso), al bacino del Kalamas a quello del Pamissos.
Vive in tratti fluviali caratterizzati da corrente vivace e fondo a ghiaia, ciottoli o rocce.

## Descrizione
Ha il tipico aspetto dei barbi, con quattro paia di barbigli, bocca inferiore con labbra spesse, ventre appiattito, ecc.
La colorazione è beige o bruno chiara con punti scuri su testa, corpo e pinne impari, spesso disposti in file oblique. Alcune popolazioni del Peloponneso sono prive di macchie e di colore quasi uniforme.
Raggiunge al massimo i 20 cm.

## Biologia

### Riproduzione
Avviene in primavera-estate e le uova non vengono deposte tutte insieme ma in piccoli gruppi per tutta la durata del periodo riproduttivo.

### Alimentazione
Si ciba di invertebrati bentonici.

## Stato di conservazione
Nel suo areale è abbondante ma alcune popolazioni sono molto frammentate.